# Sudesna
Sudesna är ett släkte av spindlar. Sudesna ingår i familjen kardarspindlar.
Kladogram enligt Catalogue of Life:
| Sudesna | \| \| Sudesna anaulax \| \| \| \| \| \| Sudesna grammica \| \| \| \| \| \| Sudesna grossa \| \| \| \| \| \| Sudesna hedini \| \| \| \| |
|         | \| \| Sudesna anaulax \| \| \| \| \| \| Sudesna grammica \| \| \| \| \| \| Sudesna grossa \| \| \| \| \| \| Sudesna hedini \| \| \| \| |
|         | Sudesna anaulax |
|         | |
|         | Sudesna grammica |
|         | |
|         | Sudesna grossa |
|         | |
|         | Sudesna hedini |
|         | |